# Паолини, Джулио
Джулио Паолини (итал. Giulio Paolini; род. 5 ноября 1940, Генуя) — современный итальянский художник и скульптор — концептуалист, крупный представитель Арте повера.

## Жизнь и творчество
Дж. Паолини к 1959 году получил образование как график. Затем много времени посвящает созданию коллажей и живописи, изучает лингвистику. Первая его известная работа — Disegno geometrico — относится к 1960 году. В 1964 году в римской галерее Ла-Салита Паолини проводит свою первую персональную выставку. Впоследствии он — участник многочисленных художественных выставок как в Италии, так и за её пределами. В 1967 он выставляет свои работы в галерее Ла-Бертеска в Генуе, на первой выставке течения Арте повера. В своих работах художник концентрируется на различных оптических эффектах, исследует такие темы, как пространство, время и перспектива для объектов. С 1965 года Паолини начинает работать также в области фотографии.
С 1972 года мастер создаёт связанные друг с другом тематически группы объектов под общим названием «Идем (Idem)». В 1970-е он занимается классическо-мифологической символикой и использует в своих произведениях фотографии и элементы классических скульптур. Своей задачей Паолини видел попытку совмещения таких понятий в искусстве, как оригинальность и репродукция. В 1972 он принимает участие в выставке современного искусства в Касселе Documenta 5, в отделении «Индивидуальная мифология». Позднее, в 1977, 1982 и 1992 годах он вновь выставляется в Касселе — на Documenta 6, Documenta 7 и Documenta 9 соответственно. В 1970, 1976, 1984, 1986, 1993 и 1997 годах он участвует в Венецианских биеннале. В сезон 2002/2003 для венской Государственной опере Паолини, в рамках серии выставок «Железный занавес», создаёт гигантское полотно площадью в 176 м².
Начиная с 1975 года художник издаёт ряд философских и критических эссе, как в журналах, так и отдельными брошюрами. В 1975 выходит его Idem с предисловием Итало Кальвино.
В настоящее время художник живёт и работает в Турине и в Париже.